# Pohlia fauriei
Pohlia fauriei är en bladmossart som beskrevs av Iishiba 1932. Pohlia fauriei ingår i släktet nickmossor, och familjen Bryaceae. Inga underarter finns listade i Catalogue of Life.